# Washington Aqueduct

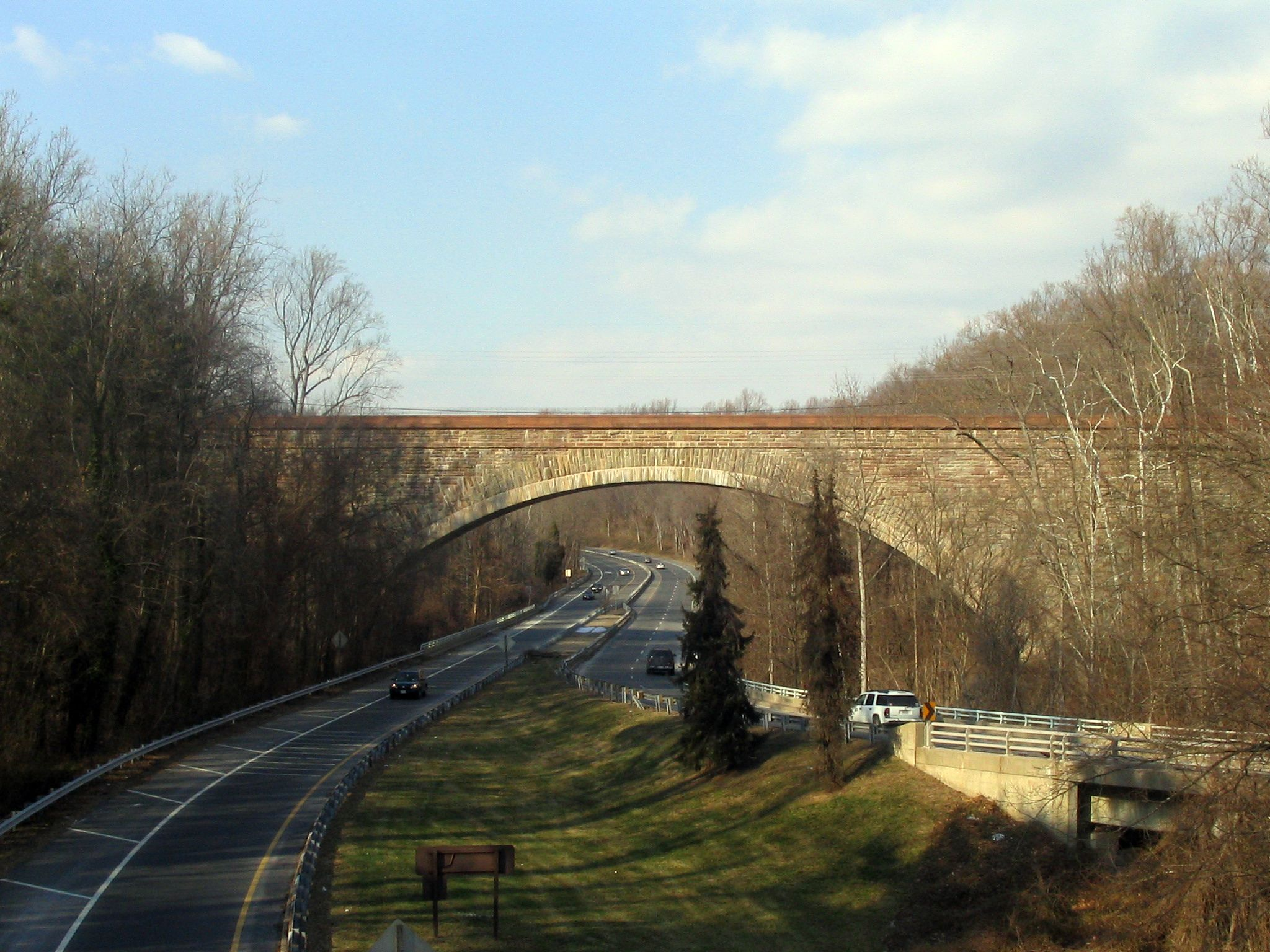
Union Arch Bridge, 2008

Washington Aqueduct – akwedukt stanowiący część systemu dostarczającego wodę do Waszyngtonu w Stanach Zjednoczonych.
Był jednym z pierwszych tego typu budowli na terenie Stanów Zjednoczonych. Kongres podjął decyzję o jego budowie w 1852. Prace rozpoczęto w 1853. Budową prowadzoną przez Korpus Inżynieryjny Armii Stanów Zjednoczonych kierował Montgomery Cunningham Meigs. Pierwszą część wodociągu otwarto 3 stycznia 1859. Akwedukt zaczął całkowicie funkcjonować w 1864. System jest w ciągłym użyciu do dziś. Budowla ma status Narodowego Pomnika Historycznego (ang. National Historic Landmark). Ma długość 19 km, dostarczając wodę dla miliona mieszkańców stolicy i części peryferiów. Stanowiący część akweduktu łuk Union Arch Bridge wpisany został na listę Historic Civil Engineering Landmarks.